# Edona Kryeziu
Edona Kryeziu (ur. 3 października 1995 w Kosowie) – kosowska piłkarka, reprezentantka Kosowa w piłce nożnej kobiet od 2017 roku.